# Micranthes hieraciifolia
Micranthes hieraciifolia — вид трав'янистих рослин родини ломикаменеві (Saxifragaceae), який має циркумполярне й альпійське поширення у Північній Америці та Євразії.

## Опис
Це багаторічні поодинокі трав'янисті рослини з простим підземним або більш рідко розгалуженим каудексом й листям в одній або більше розетках на кінці каудексових гілок. Іноді кореневищні. Квіткові стебла до 30 см, товстий і жорсткий, товщиною 2.5–4 мм, щільно залозисто-опушені. Листки чергові, всі — в розетках, 2–7 см завдовжки, яйцевиді або еліптичні, поступово звужуються до широких черешків, гострі, неглибоко округло-зубчасті або зубчасті, з рідкісними волосками з обох боків, і з більшим опушенням на краях.
Суцвіття дуже компактні волоті численних скупчень майже сидячих квітів. Квіти радіально симетричні з 5 вільними чашолистками й пелюстками. Чашолистки 1–2 × 1–2 мм, широко трикутні, відігнуті при плодах, зелені або з червоними краями. Пелюстки 1–2 × 0.6–1.4 мм, завдовжки з чашолистки або коротші, вузько яйцевиді або довгасті, пурпурові. Тичинок 10. Капсули від червоного до фіолетового забарвлення, з численним насінням.

## Відтворення
Статеве розмноження насінням; немає вегетативного розмноження. Квітки пристосовані до запилення комахами, однак, в основному самозапилюються. Капсули мають верхівковий отвір, який гарантує розсіяння насіння тільки при певній швидкості вітру. Поширення насіння часто відбувається після першого снігопаду, що збільшує відстань поширення по гладкій поверхні. Насіння також розсіюється тваринами, наприклад, гусами, які селективно харчуються капсулами.

## Поширення
Північна Америка (Ґренландія, Канада, північ США), Євразія (Австрія, Фарерські острови, Фінляндія, Франція, Норвегія Шпіцберген, Польща, Румунія, Словаччина, Швеція, пн. Росія).
Населяє вологу, мохову тундру, вологі пустища і лугову рослинність, береги струмків, уступи, ущелини, сухіші частини боліт. Очевидно, полюбляє вологі, дрібнозернисті субстрати, з приблизно нейтральною та основною реакцією ґрунту (рН).

## Галерея

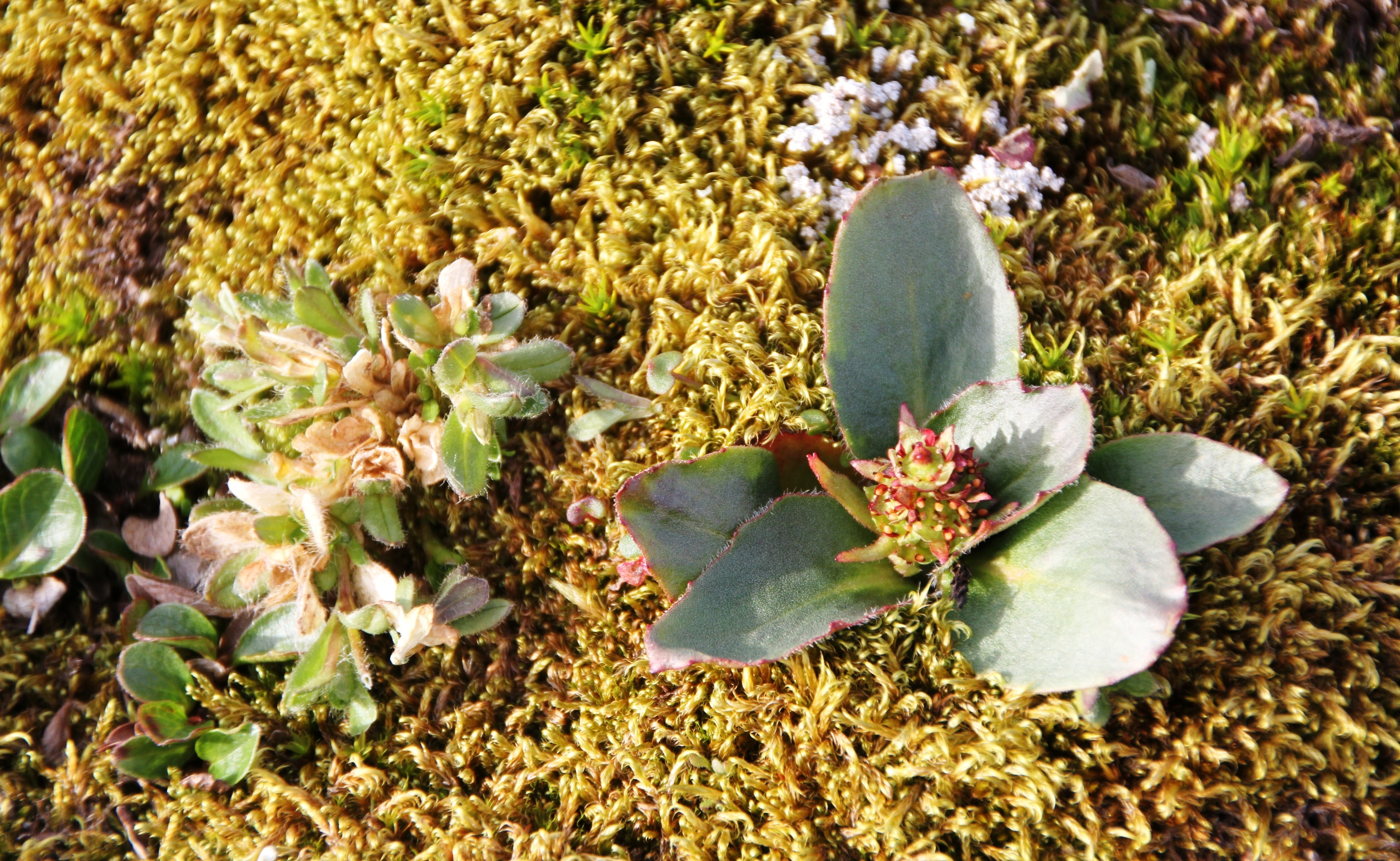
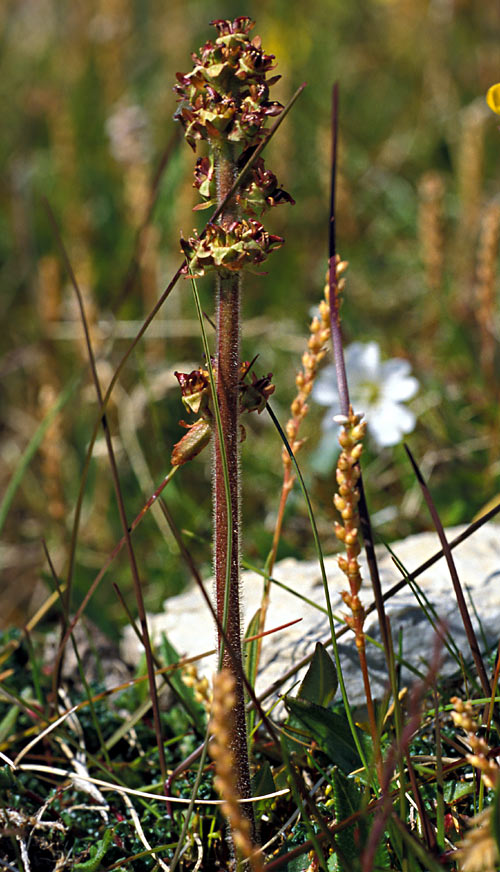
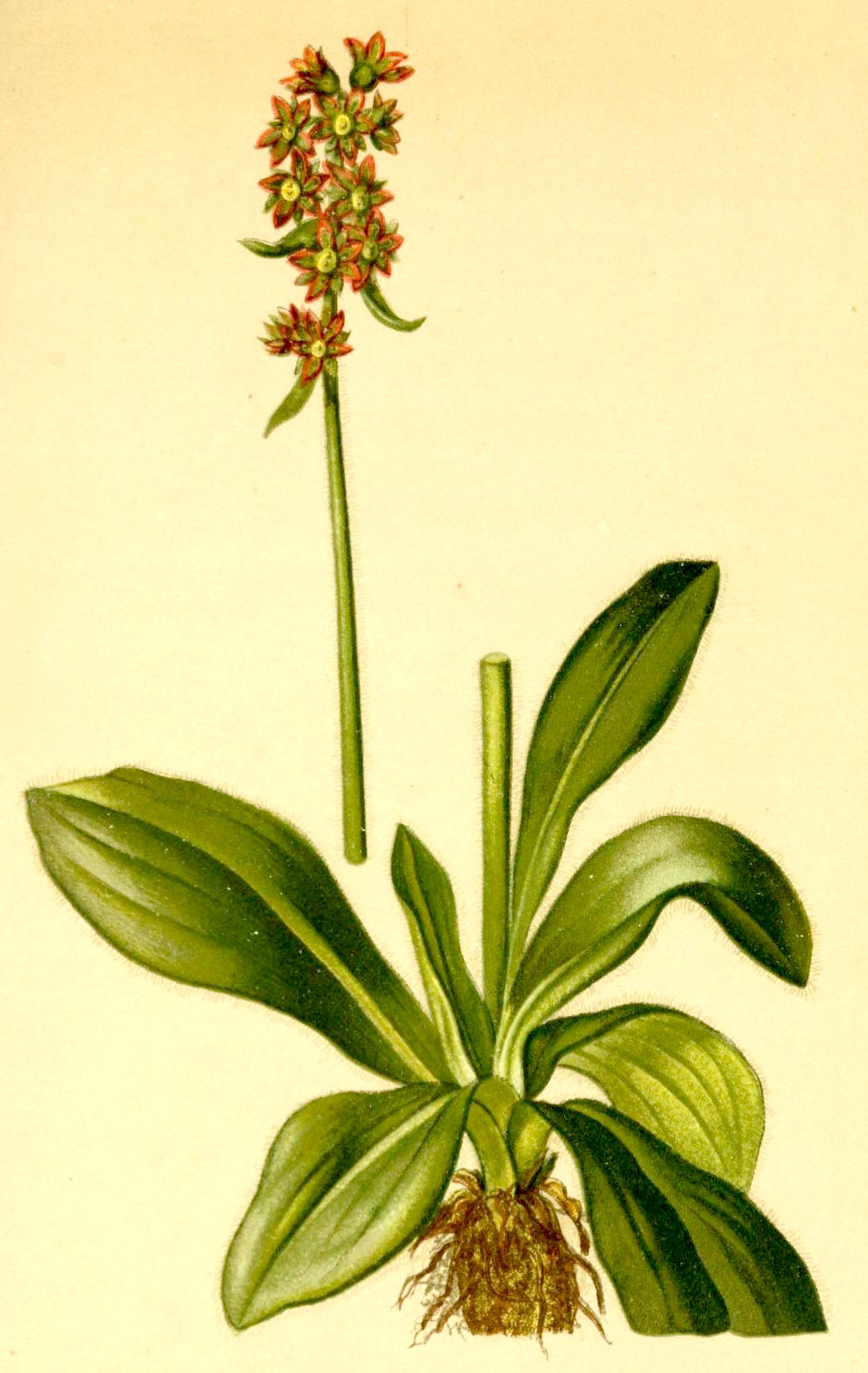